# Olimp
Olimp is een badplaats aan de Zwarte Zeekust, in het zuidoosten van Roemenië. Het ligt 7 km ten noorden van Mangalia. De Roemeense dictator Nicolae Ceaușescu had hier zijn villa en zijn privé-strand. Tegenwoordig kiest elke Roemeense president deze villa als verblijfplaats aan de kust, in de zomer.
Van noord naar zuid:
Mamaia · Eforie (Nord · Sud) · Costinești · Olimp · Neptun · Jupiter · Cap Aurora · Venus · Saturn · 2 Mai · Vama Veche